# یورگن زوپ
 یورگن زوپ (انگلیسی: Jürgen Zopp؛ زادهٔ ۲۹ مارس ۱۹۸۸) یک تنیس‌باز اهل استونی است.